# Jacek Torliński
Jacek Torliński (ur. 4 października 1979) – polski lekkoatleta, skoczek o tyczce, po zakończeniu kariery pracuje jako trener lekkoatletyczny.

## Życiorys
Skok o tyczce uprawiał od siódmego roku życia, jako nastolatek dwukrotnie zajmował miejsca w czołowej ósemce mistrzostw Polski w kategorii seniorów (1996 – 8. miejsce – i 1997 – 6. miejsce), był także mistrzem Polski juniorów w hali. Jego rekord życiowy wynosi 4,85 m. Po zakończeniu czynnej kariery sportowej rozpoczął pracę jako trener, początkowo jako asystent Edwarda Szymczaka, później jako samodzielny szkoleniowiec. 
W 2003 zaczął trenować Annę Rogowską, która rok później zdobyła brązowy medal igrzysk olimpijskich w Atenach. Od 2006 Torliński i Rogowska są małżeństwem, kontynuując współpracę na polu zawodowym. W 2009 Rogowska sięgnęła po złoty medal rozegranych w Berlinie mistrzostw świata. Od początku współpracy z Torlińskim jego podopieczna ośmiokrotnie ustanawiała rekordy Polski na otwartym stadionie (do 4,83 m), wielokrotnie ustanawiała także rekordy kraju w hali, jej aktualny halowy rekord Polski – 4,85 m jest równy rekordowi życiowemu jej męża.